# Mahieddine Meftah
Mahieddine Meftah   (Tizi Ouzou, 25 de setembre de 1968) és un exfutbolista algerià de la dècada de 1990.
Fou internacional amb la selecció d'Algèria.
Pel que fa a clubs, destacà a JS Kabylie i USM Alger.